# Teleantioquia
Teleantioquia es un canal de televisión regional abierta colombiano que cubre al departamento de Antioquia y también a su departamento vecino del Chocó. Es el primer canal de televisión regional en Colombia. Su sede de operaciones se encuentra en la ciudad de Medellín.
Es miembro de las Asociación de Televisiones Educativas y Culturales Iberoamericanas.

## Historia
Creado el 11 de agosto de 1985, como el primer canal regional del país, inicialmente solo para cubrir al departamento de Antioquia. Posteriormente el canal expandió su capacidad de emisión hasta el departamento vecino de Chocó.

## Gerentes del canal
- Margarita Arango Barrera (2024-presente)